# Saint-Romain (Quebec)
Saint-Romain es un municipio canadiense situado en la provincia de Quebec.

## Superficie
Saint-Romain tiene una superficie de 112,12 km².

## Demografía
En 2021, tenía 711 habitantes, una densidad poblacional de 6,3 hab./km², y 425 viviendas.